# 格林納達國徽
格林纳达國徽為盾徽，中間為一金色十字，中間是哥倫布「發現」新大陸的旗艦：聖瑪麗亞號。一、四象限是象徵英國的獅子，二、三象限是新月和百合花。上有頭盔和由簕杜鵑和玫瑰（代表了七個行政區）的冠冕。盾的兩側分別有犰狳和格林納達鴿站在玉米和香蕉前。盾下為山、湖泊和肉豆蔻的果實。綬帶上寫著國家格言：「順從神的旨意，我們從事建設，如同一個人前進」。